# Salette Tavares
Salette Tavares (Maputo, 31 de marzo de 1922 - Lisboa, 30 de mayo de 1994) fue una escritora, poetisa y ensayista portuguesa que destacó en los campos de la poesía experimental y la poesía visual.

## Biografía
Salette Tavares nació el 31 de marzo de 1922, en el África Oriental Portuguesa (Mozambique), en la ciudad de Lourenço Marques (actual Maputo). A los once años se trasladó a Sintra (Portugal) y vivió en Lisboa hasta 1994, año de su muerte, el 30 de mayo, a los 72 años.

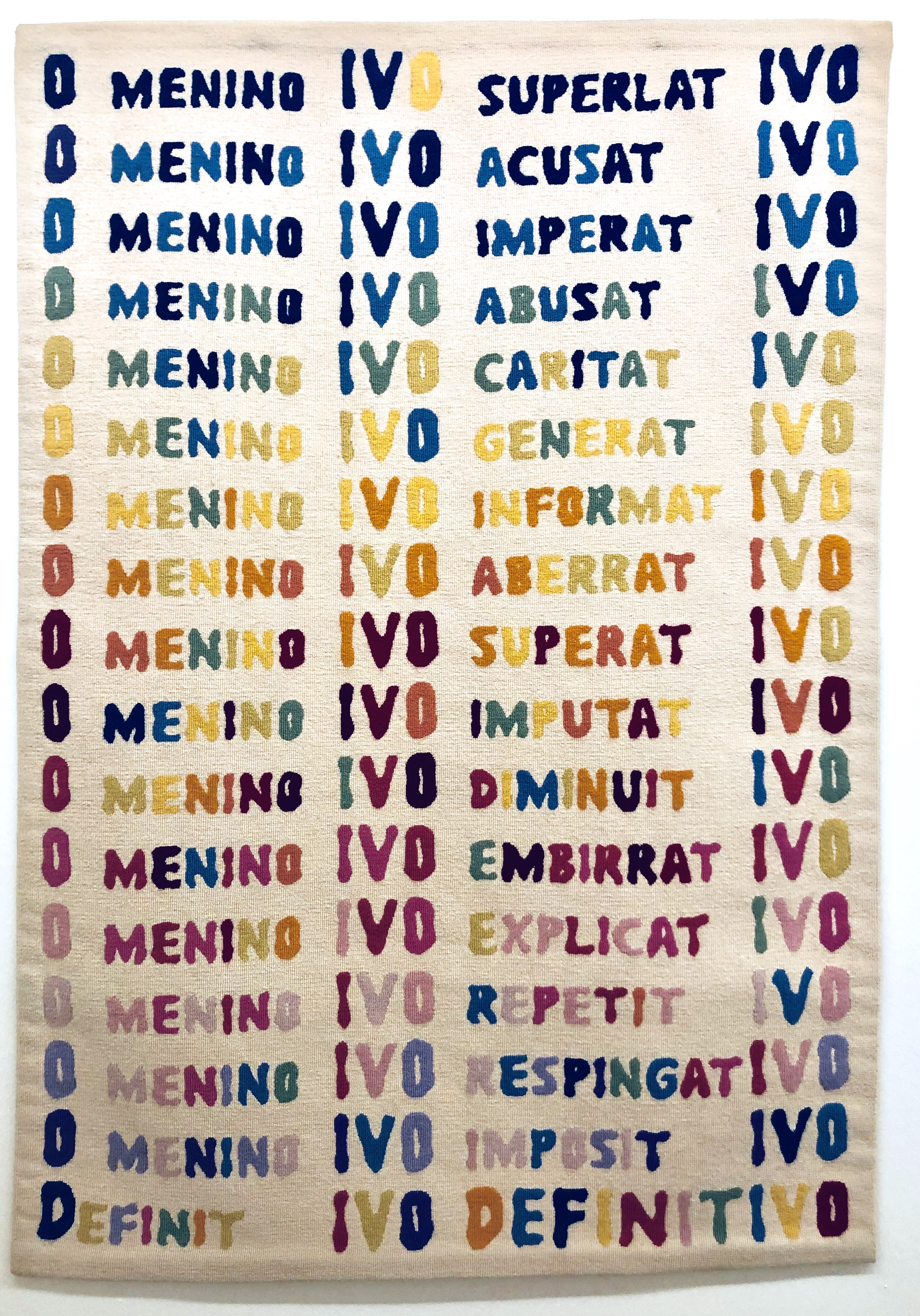
El niño Ivo, 1978. Tapicería de Portalegre. Colección de João Aranda Brandão.

Estudió Ciencias Histórico-Filosóficas en la Universidad de Lisboa, licenciándose en 1948 con la tesis Aproximación al Pensamiento Concreto de Gabriel Marcel, que se publicaría ese mismo año, en Lisboa.
Tradujo Los Pensées de Blaise Pascal y Las maravillas del cine de Georges Sadoul. Recibió una beca de la Fundación Calouste Gulbenkian para especializarse en Estética en Francia e Italia, donde trabajó con Mikel Dufrenne, Étienne Souriau y Gillo Dorfles.
En 1964, tras la publicación del primer Cuaderno de poesía experimental, edición Cadernos de Hoje, fue a Nueva York donde visitó varios museos en compañía de su amigo poeta Frank O'Hara, habiendo estudiado arquitectura moderna con Philip Johnson.
Durante el apogeo de la producción concretista portuguesa, en 1965, imparte clases de Estética en la Sociedad Nacional de Bellas Artes y publica las lecciones correspondientes, sin ilustraciones, en la revista científica Brotéria. Un libro con estas mismas lecciones, pero completo, titulado “La dialéctica de las formas”, completado en 1972, nunca se publicó.

## Exposiciones
- 1979 - Retrospectiva de su poesía visual en Galeria Quadrum, en una exposición llamada Brincar.[10]
- 2010 - Exposición "Desalinho das Linhas" en el Centro Cultural de Belém (CCB).
- 2013 - Exposición "Poesía Experimental Portuguesa" en Serralves en el Centro de Ovar
- 2014 - Exposición en CAM - Fundación Calouste Gulbenkian, donde se reunieron varias de sus obras, abarcando la producción literaria y la práctica artística, extendiéndose a la poesía visual, su exploración tridimensional y la producción de objetos.
- En 2021, parte de su obra fue incluida en una exposición colectiva de la Fundación Calouste Gulbenkian dedicada a artistas portuguesas de 1900 a 2020, de la que también formaron parte Paula Rego, Maria Helena Vieira da Silva, Grada Kilomba, Aurélia de Sousa, Maria Antónia Siza, Joana Vasconcelos, Patrícia Garrido, Lourdes Castro, Ana Vieira, Helena Almeida, Maria José Oliveira, Fernanda Fragateiro y Sónia Almeida, entre otras.[11][12]

## Obra
Entre sus obras encontramos:
- 1957 - Espelho blind, Lisboa, editorial Ática[6]
- 1965 - 14 563 cartas de Pedro Sete, Lisboa, Livraria Fomento de Cultura
- 1971 - Lex icon, Lisboa, editorial Moraes[14]
- 1979 - Brincar, Brin Chairs, Brincade Iras, Lisboa, editorial Quadrum[15]
- 1992 - Obra poética (1957-1971), Lisboa, Casa de la Moneda de la Prensa Nacional, con introducción de Luciana Stegagno Picchio
- 1995 - Poesía gráfica, Lisboa, Casa Fernando Pessoa[16]
- 2014 - Poesía espacial, Lisboa, CAM - Fundación Calouste Gulbenkian, ISBN 978-972-635-292-1[17]